# Escuelas jurídicas

## Origen
Debido al desacuerdo de interpretación de los orígenes y la elaboración del Fiqk surgieron escuelas que hicieron de este, auténticos códigos musulmanes, cuando el Fiqk se enfrentó a un caso complicado al que no pudo darle solución, se llegó al concepto emitido por el muftí. Al paso del tiempo estás escuelas desaparecieron y otras perduraron hasta el siglo XIII.

## Escuelas
Las escuelas más influyentes y que existen aún en día son las siguientes:
- Escuela Hanefi:

Fundada por Abú Hanifah, se extendió a  todo el imperio otomano, y que es hoy para los musulmanes sunníes en Jordania, Líbano, Siria, Irak, Afganistán, Pakistán. A ésta se le considera la más liberal y fue la primera en crearse. 
- Escuela Xafei:

Formada por Muhamed Ash Shafi’i, cuyos seguidores constituyen la tercera parte de los musulmanes sunnies, siendo ahora  los habitantes de Etiopía, Somalia, Eritrea, Kenia, Tangañika, mayor parte de los habitantes de El Cairo, gran parte de los musulmanes que habitan el Estado de Israel, y todos los sunnies de Yemen. 
- Escuela Hambali:

Fundada por Ahmad Ibn Hanbal, ejercida por toda la población de Arabia central, Nejed y territorios sobre el Golfo Pérsico, también algunos grupos en Irak, Siria e Israel. 
- Escuela Maleki:

Fundada en Medina, por Malik Ibn Anas Se ubica en parte de Egipto, Mauritania, Sudán central y occidental, Nigeria, Noroeste de Eritrea y en el Magreb